# Illzach

Illzach este o comună în departamentul Haut-Rhin din estul Franței. În 2009 avea o populație de 14.680 de locuitori.

## Evoluția populației
| An        | 1975   | 1982   | 1990   | 1999   | 2006   | 2009   |
| --------- | ------ | ------ | ------ | ------ | ------ | ------ |
| Populație | 14.988 | 15.396 | 15.485 | 14.947 | 15.015 | 14.680 |